# Vogelfreistätte Feldheimer Stausee
Koordinaten: 48° 43′ 22,8″ N, 10° 54′ 34,1″ O

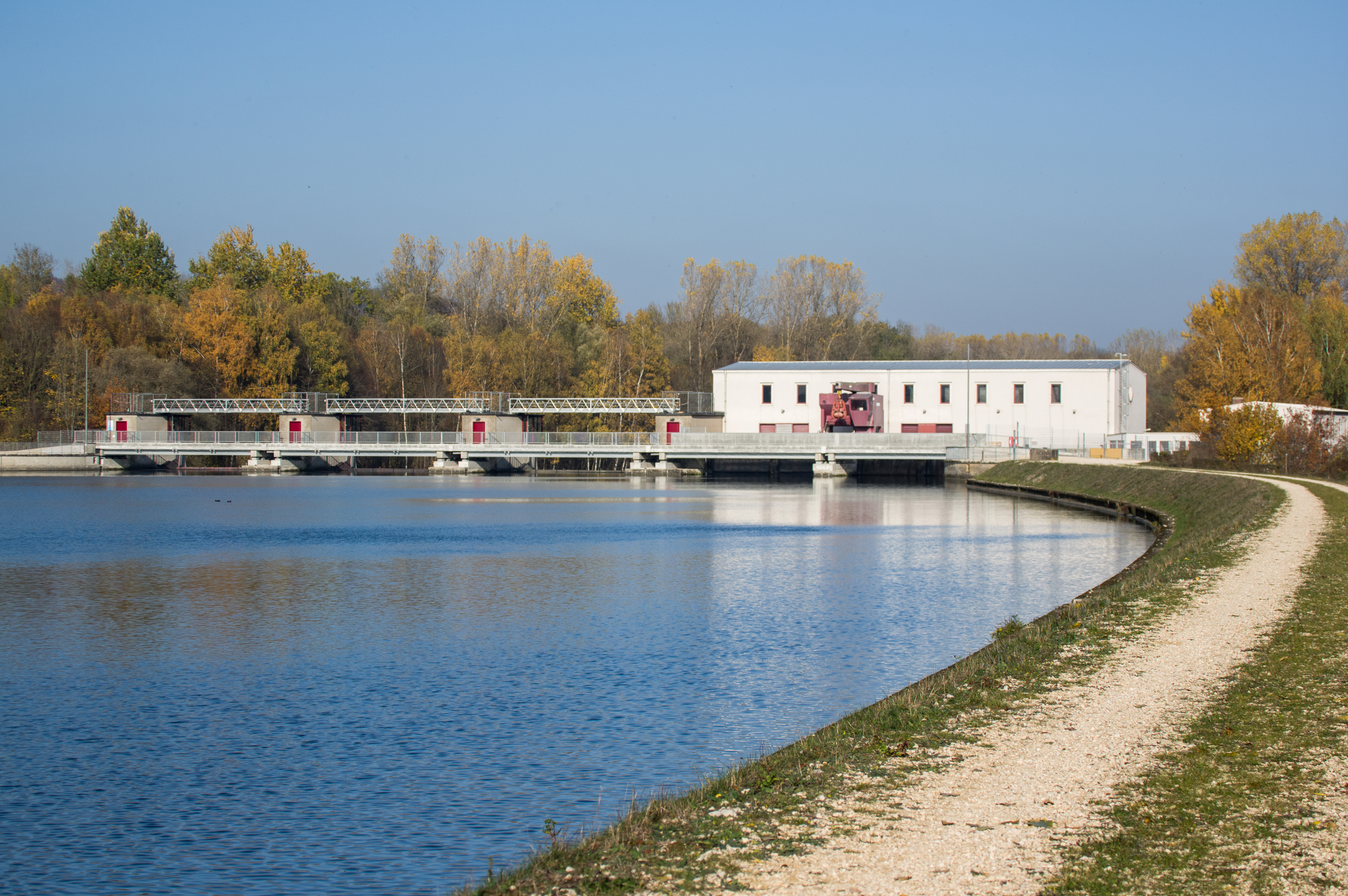
Fußweg über das Stauwehr auf den westlichen Dammweg ist möglich unter Beachtung der Schutzzeiten im Winter

Lage des Feldheimer Stausees an der Mündung des Lechs in die Donau

Das Naturschutzgebiet Vogelfreistätte Feldheimer Stausee befindet sich im bayerischen Regierungsbezirk Schwaben, im Landkreis Donau-Ries unmittelbar vor der Einmündung des Lech in die Donau. Auf den Gemeindeflächen von Niederschönenfeld und der Stadt Rain am Lech umfasst es eine Gesamtfläche von 100 ha. Die Inschutzstellung erfolgte am 18. Mai 1982.
Das Naturschutzgebiet ist gleichzeitig Teil des FFH-Gebiets Kennnummer 7232-301 Donau mit Jura-Hängen zwischen Leitheim und Neuburg und des SPA-Gebiets 7231-471 Donauauen zwischen Lechmündung und Ingolstadt. Weiterhin ist die Vogelfreistätte Feldheimer Stausee auch Teilfläche des Ramsargebietes „Lech-Donau-Winkel“ und unterliegt damit auch gleichzeitig dem Europäischen Artenschutzprogramm Natura 2000. Es bestehen strikte Betretungsverbote zu bestimmten Jahreszeiten.
Die Vogelfreistätte entstand aus einem Stausee des Lech ca. 1,5 km vor seiner Einmündung in die Donau. Die Südgrenze wird durch die Lechbrücke der Bundesstraße 16 Donauwörth-Neuburg gebildet, dort befindet sich ein Parkplatz mit ganzjährigem Zugang zum östlichen Dammweg entlang des Stausees. Der westliche Dammweg entlang der Ruhezone für Wasservögel unterliegt während der Schutzzeit von Oktober bis April auf gesamte Länge einem Begehungsverbot. Beidseits des durch Dämme gedichteten Stausees findet sich ein großer Altwasser- und Uferbereich mit sekundären Auwaldentwicklungen.
Im Stausee sind großzügige Inselbereiche belassen, die Nistvögeln den erforderlichen Ruheraum bieten. Daneben sind weite Bereiche als Flachwasserzonen teils mit Baumstämmen und Sitzhilfen belegt. Der Stausee wird von Singschwänen und anderen Zugvögeln als Winterquartier angeflogen. Zu den Brutvögeln zählt zum Beispiel der Haubentaucher.
Das Areal gilt zusammen mit der Vogelfreistätte Stausee Bertoldsheim als europäisch bedeutsamer Rast- und Überwinterungsplatz nordischer Zugvögel sowie als Brut- und Mausergebiet für Wasservögel. Es ist Teilbereich des nach der Ramsarkonvention international bedeutsamen Feuchtgebiets Lech-Donau-Winkel und steht als Teil des FFH-Gebietes in Zusammenhang mit dem nahe liegenden Naturschutzgebiet Donaualtwasser bei Leitheim im Westen und dem Naturschutzgebiet Donaualtwasser Schnödhof im Osten südlich der Vogelfreistätte Bertoldsheim.